# 한창화
한창화(韓昌華, 1922년 1월 3일 ~ 2006년 4월 18일)는 대한민국의 전직 축구 선수이다.

## 선수 시절
1922년 1월 3일 함경북도 청진시 출생으로국민정부 시대 중화민국 만저우 지역 지린성 지린시에서 어린 시절을 보낸 뒤 이후 대한민국 국가대표팀의 일원으로 1954년 FIFA 월드컵을 통해 대한민국 축구 역사상 최초의 월드컵 본선에 출전했다.
특히 0-7로 대패했던 튀르키예와의 2조 조별리그 2차전에서 32세 168일이라는 늦은 나이에 국제 A매치 데뷔전을 치르며 주민규가 약 70년 후인 2024년 3월 21일 태국과의 2026년 FIFA 월드컵 아시아 지역 2차 예선 C조 3차전에서 33세 343일의 나이로 역대 최고령 A매치 데뷔 기록을 경신하기 전까지 종전 대표팀 최고령 데뷔 기록을 작성했으며 같은 해 열린 1954년 아시안 게임에도 출전하여 대한민국 축구 사상 첫 아시안 게임 메달(은메달) 획득에 기여했다.

## 은퇴 이후
1957년 국군축구대회에서 선심을 맡았고 그 후 대한민국 U-20 대표팀의 기술위원으로 1966년 AFC U-20 아시안컵에 참가한 뒤 같은 해에는 대한축구협회 경기분과위원을 지내는 등 행정가로 활동하기도 했다.
그리고 또 다시 같은 해 7월에 열린 메르데카 국제축구대회에서 대한민국 대표팀의 코치를 맡아 1954년 FIFA 월드컵 대표팀 시절 동료인 민병대 감독을 보좌하며 팀의 대회 4위 입성을 이끌었고 5개월 뒤에 열린 1966년 아시안 게임에도 참가했으나 팀은 2전 전패·A조 최하위로 조별리그에서 탈락했다.
이후 1968년부터 1년간 한국실업축구연맹 총무직을 지내다가 이듬해에 열린 1969년 AFC U-20 아시안컵에서 대한민국 U-20 대표팀 사령탑을 맡았으나 8강에서 이란에게 덜미가 잡히며 4강 문턱에서 고배를 마셨다.
그 뒤 1970년까지 대한축구협회에서 다방면의 행정직을 두루 맡은 뒤 같은 해에 창단한 실업축구팀인 한국자동차보험(현 DB손해보험)의 초대 코치이자 사실상의 감독직을 역임했다.
그리고 1980년대에는 한국실업축구연맹 사무국장을 맡았다가 사무국장직을 내려놓은 뒤로는 언론에 자주 드러내지 않았으며 2006년 4월 18일 서울에서 숙환으로 향년 84세에 생을 마감했다.

## 가족 관계
가족으로는 아들이 1명 있는데 바로 2003년 영화 '튜브'를 통해 영화배우로 데뷔한 뒤 현재까지도 배우로 활동 중인 한정수이다.

## 수상

### 국가대표팀
대한민국
- 아시안 게임 : 은메달 (1954)